# Lycaeides transcaucasica
Lycaeides transcaucasica är en fjärilsart som beskrevs av Hans Rebel 1901. Lycaeides transcaucasica ingår i släktet Lycaeides och familjen juvelvingar. Inga underarter finns listade i Catalogue of Life.